# 2151 Hadwiger
2151 Hadwiger eller 1977 VX är en asteroid i huvudbältet som upptäcktes den 3 november 1977 av den Schweiziska astronomen Paul Wild vid Observatorium Zimmerwald. Den har fått sitt namn efter Hugo Hadwiger.
Asteroiden har en diameter på ungefär 13 kilometer och den tillhör asteroidgruppen Maria.